# Pelomyia flabella
Pelomyia flabella är en tvåvingeart som först beskrevs av Foster och Wayne N. Mathis 2003.  Pelomyia flabella ingår i släktet Pelomyia och familjen Canacidae. Inga underarter finns listade i Catalogue of Life.